# Рагби 15 репрезентација Бугарске
Рагби репрезентација Бугарске је рагби јунион тим који представља Бугарску у овом екипном спорту. Рагби репрезентација Бугарске се такмичи у дивизији 2Д купа европских нација. У Бугарској данас има око 3000 рагбиста и 36 регистрованих рагби клубова. Рагби савез Бугарске је основан 1962. Први званичан тест меч репрезентација Бугарске у рагбију, одиграла је против Румуније 1963, резултат је био 3-70. Најубедљивију победу Бугарска је остварила над Финском 2004, када је било 50-3. Најтежи пораз Бугари су претрпели 1976, када их је Румунија убедљиво савладала са 100-0.